# Cioroiași, Dolj
Cioroiași este satul de reședință al comunei cu același nume din județul Dolj, Oltenia, România. Se află în partea de sud-vest a județului, în Câmpa Băileștilor. La recensământul din 2002 avea o populație de 1206  locuitori. Biserica ortodoxă din localitate, cu hramul Sf. Apostol Andrei a fost construită în 1846 și este monument istoric.